# Walter Feichtinger

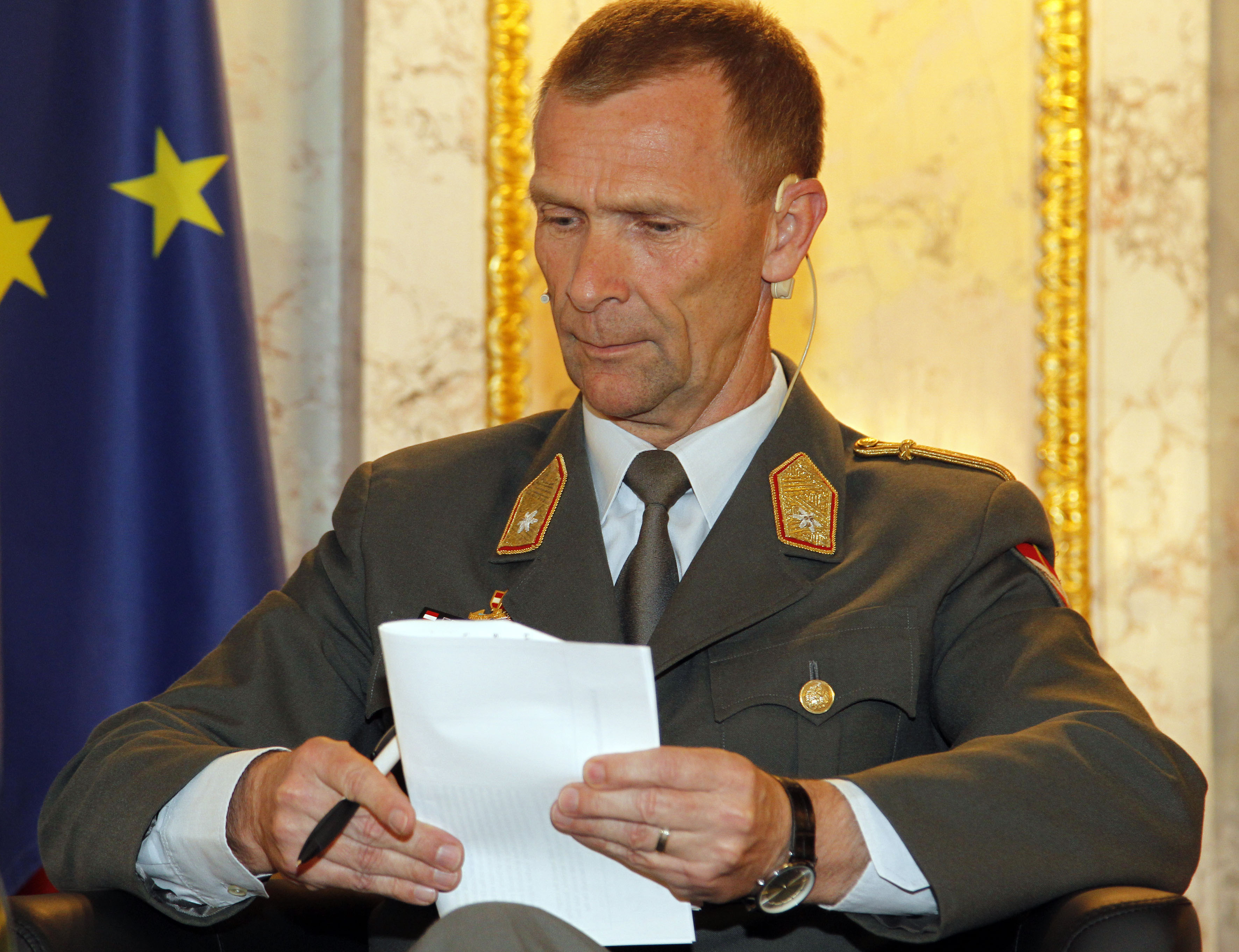
Walter Feichtinger im Jahr 2016

Walter E. Feichtinger (* 13. November 1956 in Wippenham) ist ein ehemaliger österreichischer Brigadier des Bundesheeres und Politikwissenschaftler. Er war von 2002 bis 2020 Leiter des Instituts für Friedenssicherung und Konfliktmanagement an der Landesverteidigungsakademie in Wien. Im Kontext des Russischen Überfall auf die Ukraine 2022 ist Feichtinger häufig als Experte in deutschsprachigen Medien zu erleben.

## Beruflicher Werdegang
Feichtinger absolvierte nach der Matura 1975 am Realgymnasium in Ried im Innkreis in Oberösterreich den Präsenzdienst beim österreichischen Bundesheer als Einjährig-Freiwilliger. Von 1976 bis 1979 besuchte er die Theresianische Militärakademie in Wiener Neustadt. 1979 wurde er als Leutnant und Zugführer beim Panzergrenadierbataillon 13 in Ried im Innkreis ausgemustert. Von 1979 bis 1993 wurde er als Panzeroffizier und Lehroffizier verwendet. Er absolvierte eine Ausbildung zum Sporttrainer und einen Führungskurs mittleres Management im Bundesheer. Im Dienstgrad eines Hauptmanns wurde er 1993 Kommandant des Panzerbataillons 10 in der Kopal-Kaserne in St. Pölten in Niederösterreich.
Er studierte nebenberuflich Politikwissenschaft und Publizistik und spondierte 1998 zum Mag. phil. Danach wurde er stellvertretender Leiter des Instituts für Internationale Friedenssicherung an der Landesverteidigungsakademie (LVAk) in Wien mit dem Spezialgebiet Entwicklung des Kriegsbildes. Seine Promotion zum Dr. phil. an der Universität Wien erfolgte im Jahr 2001 mit der Dissertation Streitkräfte als Instrument zur Lösung innerstaatlicher Konflikte. Die bestimmenden Faktoren des militärischen Konfliktbildes in Jugoslawien 1998/1999. 2001/02 versah Feichtinger im Bundeskanzleramt in der Zeit des Bundeskanzlers Wolfgang Schüssel (ÖVP) als sicherheits- und verteidigungspolitischer Berater seinen Dienst. Von 2002 bis zu seiner Verabschiedung in den Ruhestand 2020 war der Berufsoffizier Leiter des Instituts für Friedenssicherung und Konfliktmanagement (IFK) an der Landesverteidigungsakademie. In dieser Funktion folgte ihm der sicherheitspolitische Direktor aus dem Verteidigungsministerium Generalmajor Dr. Johann Frank nach.
Feichtinger war stellvertretender Vorsitzender des „Strategie- und Sicherheitspolitischen Beirats“ (SSB) der „Wissenschaftskommission beim Bundesministerium für Landesverteidigung und Sport“ (BMLVS), vom BMLVS nominierter Vertreter in der „Kommission der Österreichischen Akademie der Wissenschaften für die wissenschaftliche Zusammenarbeit mit Dienststellen des Bundesministeriums für Landesverteidigung“ (ÖAW-Kommission), Mitglied des Wissenschaftlichen Beirats des Master-Studienganges „Security and Safety Management“ an der Universität für Weiterbildung Krems, wo er auch als Lektor wirkt, Mitglied des Beirats des österreichischen Sicherheitsforschungsprogramms KIRAS und Mitglied des Programmbeirats Politische Gespräche des Europäischen Forums Alpbach. Außerdem ist er Visiting Fellow am Genfer Zentrum für Sicherheitspolitik. Von 2001 bis 2005 war er Generalsekretär der Österreichischen Offiziersgesellschaft. 2008 war er Mitbegründer der International Society of Military Sciences, dessen Council er angehört.
Er veröffentlichte zahlreiche Beiträge, insbesondere in den Bereichen Konfliktforschung und Sicherheitspolitik. Feichtinger ist (Mit-)herausgeber der wissenschaftlichen Buchreihen Internationale Sicherheit und Konfliktmanagement (Böhlau Verlag) und Sicherheit und Frieden (Nomos Verlag) sowie der hauseigenen Reihe IFK-Aktuell (LVAk/BMLVS).
Einer breiteren Öffentlichkeit ist Feichtinger als Analyst militärischer Zusammenhänge aus Radio und Fernsehen bekannt. Er trat in dieser Funktion eine Art Nachfolge des Brigadiers Gerald Karner an.
Feichtinger ist verheiratet und wohnt mit seiner Familie in Maria-Anzbach.

## Schriften (Auswahl)
- (Hrsg.): Afrika im Blickfeld. Kriege – Krisen – Perspektiven. Tagungsband des Instituts für Friedensforschung und Konfliktmanagement, Wien. [Resultat eines Workshops, der vom Institut für Friedenssicherung und Konfliktmanagement (IFK) der Landesverteidigungsakademie Wien in der Zeit vom 29. bis 30. Jänner 2004 durchgeführt wurde]. Nomos, Baden-Baden 2004, ISBN 3-8329-0712-2.
- mit Gerald Hainzl (Hrsg.): Krisenherd Nordostafrika – internationale oder afrikanische Verantwortung?. Tagungsband des Instituts für Friedenssicherung und Konfliktmanagement, Wien. Nomos, Baden-Baden 2005, ISBN 3-8329-1374-2.
- mit Franz Kernic (Hrsg.): Transatlantische Beziehungen im Wandel. Sicherheitspolitische Aspekte der Beziehungen zwischen der Europäischen Union und Lateinamerika. Nomos, Baden-Baden 2006, ISBN 3-8329-2015-3.
- mit Predrag Jureković: Internationales Konfliktmanagement im Fokus. Kosovo, Moldova und Afghanistan im kritischen Vergleich. Nomos, Baden-Baden 2008, ISBN 3-8329-2241-5.
- mit Sibylle Wentker (Hrsg.): Islam, Islamismus und islamischer Extremismus. Eine Einführung (= Internationale Sicherheit und Konfliktmanagement. Bd. 1). Böhlau, Wien u. a. 2008, ISBN 978-3-205-77767-0.
- mit Wolfgang Braumandl, Nieves-Erzsebet Kautny (Hrsg.): Private Sicherheits- und Militärfirmen. Konkurrenten – Partner – Totengräber? (= Internationale Sicherheit und Konfliktmanagement. Bd. 2). Böhlau, Wien u. a. 2008, ISBN 978-3-205-77742-7.
- mit Gerald Hainzl (Hrsg.): Krisenmanagement in Afrika. Erwartungen – Möglichkeiten – Grenzen (= Internationale Sicherheit und Konfliktmanagement. Bd. 3). Böhlau, Wien u. a. 2009, ISBN 978-3-205-78222-3.
- mit Carmen Gebhard (Hrsg.): Globale Sicherheit – EUropäische Potenziale. Herausforderungen, Ansätze, Instrumente (= Internationale Sicherheit und Konfliktmanagement. Bd. 4). Böhlau, Wien u. a. 2010, ISBN 978-3-205-78419-7.
- mit Anton Dengg (Hrsg.): Kein Feind in Sicht. Konfliktbilder und Bedrohungen der Zukunft (= Internationale Sicherheit und Konfliktmanagement. Bd. 5). Böhlau, Wien u. a. 2010, ISBN 978-3-205-78481-4.
- mit Gerald Hainzl (Hrsg.): Somalia. Optionen – Chancen – Stolpersteine (= Internationale Sicherheit und Konfliktmanagement. Bd. 6). Böhlau, Wien u. a. 2011, ISBN 978-3-205-78582-8.
- mit Hermann Mückler, Gerald Hainzl, Predrag Jurekovic (Hrsg.): Wege und Irrwege des Krisenmanagements. Von Afghanistan bis Südsudan (= Internationale Sicherheit und Konfliktmanagement. Bd. 7). Böhlau, Wien u. a. 2014, ISBN 978-3-205-78856-0.

## Auszeichnungen (Auswahl)
- 1996: Verdienstzeichen des Niederösterreichischen Landesfeuerwehrverbandes 2. Klasse in Silber als Major
- 2005: Kommandeurkreuz in Gold der Österreichischen Offiziersgesellschaft (ÖOG)
- 2015: Großes Ehrenzeichen für Verdienste um die Republik Österreich
- 2021: Verleihung Berufstitel "Professor" durch den Bundespräsidenten